# Trobar leu
Trobar leu, или светли стил, био је најпопуларнији стил поезије који су користили трубадури. Приступачност овог стила, омогућила му је публику, иако модерном читаоцу уме да се учини напорним, због своје форме. 